# V (телесеріал 1983–1985)
«V» — американський науково-фантастичний телевізійний серіал, створений Кеннетом Джонсоном. Серіал умовно поділяють на два сезони. До першого сезону ввійшли дві серії, зняті 1983 року, і трьохепізодний сиквел «V: Фінальна битва», який завершив логічний сюжет. Проте з огляду на успіх у 1984–1985 було відзнято продовження серіалу у вигляді 19 коротких (по 40 хвилин) епізодів, які й склали другий сезон. Джонсон покинув «V» під час зйомок «Фінальної битви» через суперечки з каналом NBC щодо сюжетної лінії телесеріалу. У 2009–2011 було відзнято рімейк «V».

## Зміст

### Мінісеріал 1983 року
Флот прибульців у складі 50 гігантських тарілкоподібних космічних кораблів прибуває на Землю й зависає над ключовими містами світу. Незабаром візитери на чолі із головнокомандувачем флоту Джоном прилітають на своєму шатлі на дах штаб-квартири ООН в Нью-Йорку. Вони виглядають як люди, але носять окуляри для захисту від яскравого світла і мають вібруючі голоси. Джон розповідає, що Земля — це перша населена планета, яку зустріли прибульці, протягом певного часу візитери стежили за землянами, вивчали їх мови, а також обрали для себе зрозумілі імена. Джон запевняє, що візитери прийшли з миром, і просить допомогти у виробництві хімікатів, які б подолали екологічну катастрофу на планеті прибульців. Взамін візитери пропонують свої передові наукові досягнення. Земляни погоджуються, і прибульці під керівництвом Джона та його замісника з наукової роботи Діани здобувають величезний вплив на уряди і медіа.
Починають відбуватися дивні події, учені зазнають агресії зі сторони ЗМІ, вони звинувачуються у масштабній змові з метою знищення прибульців та заволодіння їхніми літаючим тарілками. Це дає привід владі, яка контролюється візитерами, ввести надзвичайний стан і обмежити активність та пересування вчених. Люди, які нелояльно ставляться до візитерів чи зацікавлені у їх вивченні, зникають або дискредитуються.
Телеоператор Майкл Донован таємно проникає на один із космічних кораблів і з'ясовує, що прибульці насправді є рептиліями, які харчуються гризунами й птахами, а людська шкіра і очі — штучна оболонка. Донован тікає з корабля, проте показати в ефірі докази йому не вдається, так як трансляція переривається візитерами.
Переслідування вчених і противників прибульців поглиблюється, а ключові люди Землі проходять особливий процес «обробки», що дозволяє контролювати їх поведінку на підсвідомому рівні. Решта стають об'єктами жахливих біологічних експериментів Діани.
Деякі люди добровільно співпрацюють з інопланетянами, зокрема мати Донована Елеонор Дапрі, а також Деніель Берштейн, внук єврея, що пережив Голокост. Дочка вченого, Робін Максвелл, зваблена візитером на ім'я Брайан, завагітніла від нього, що було одним із медичних експериментів Діани.
Формується Рух Опору, який публічно протистоїть прибульцям. Лідером угрупування в Лос-Анджелесі стає лікар і науковець Джуллі Перріш. Донован, переслідуваний візитерами, долучається до Руху Опору, а пізніше, у пошуках сина, якого забрали прибульці, знову потрапляє на корабель, де візитер Мартін (радник Діани) розповідає про «П'яту колону» — частину дисидентів, що не згодна з політикою Лідера і прагне мирно співіснувати з людьми. Донован дізнається від Мартіна, що справжньою метою прибульців є підкорення Землі, викрадення всієї води і людей як їжі, рабів та воїнів для боротьби з іншими расами галактики. На кораблі вже перебувають тисячі полонених людей у естазисному стані. Мартін обіцяє допомогти Опору і дає Доновану доступ до одного із шатлів. Майклу вдається втекти з корабля разом із Робін.
Учасники Руху Опору починають завдавати свої перші успішні удари по позиціях візитерів. Емблемою повстанців стає літера «V», що символізує перемогу (victory), намальована аерозолем на пропагандистських плакатах прибульців. Символ запропонував Абрахам Берштейн, дід Деніеля.
Мінісеріал закінчується тим, що візитери практично контролюють Землю, а Джуллі відправляє в космос сигнал «SOS», сподіваючись на допомогу інших інопланетних рас.

Корабель прибульців над Нью-Йорком

### Фінальна битва
Візитери встановили на Землі відверто тоталітарний режим з комендантською годиною і контролем всіх виїздів з населених пунктів. Діана організувала буквально конвеєр з поставки викрадених людей на кораблі. Лос-Анджелеському осередку вдається зв'язатися зі світовим Рухом Опору, котрий у США представляє Хем Тайлер. Тайлер прихистив у себе групу Джуллі після атаки прибульців на її сховище. Руху Опору вдається провести ряд диверсій, зокрема зірвати поставки води з півдня Каліфорнії. Також була проведена успішна акція, яка викрила суть і цілі візитерів у прямій телетрансляції.
Робін народжує двох гібридів, один з яких, більш подібний на рептилію, помирає, а інший виживає — це дівчинка на ім'я Елізабет, схожа на людину. До того ж Елізабет росте шаленими темпами. Джуллі вдається з'ясувати, що гібрид помер від невідомих бактерій, які не діють на Елізабет і людей. Ці бактерії виявилися також згубними для візитерів. Рух Опору розпочинає масове виробництво цих бактерій, які через червоний колір отримали назву «червоний пил». Згодом Джуллі знаходить і протиотруту — для учасників П'ятої колони.
Опір проводить успішну кампанію з поширення червоного пилу по всій планеті завдяки повітряним кулям. Прибульці миттєво вмирають і вся планета святкує перемогу. Донован, Джуллі, Елізабет, Мартін зі своєю помічницею Барбарою та інші проникають на головний корабель, де запускають червоний пил у систему вентиляції. Діана блокує командний місток і переводить його на самозабезпечення. Позбувшись Джона, який був проти знищення Землі, Діана запускає відлік самознищення корабля. На головному кораблі наявна така кількість атомної зброї, яка здатна спопелити планету. Група Донована таки дістається командного пункту й бере у заручники Діану, проте Мартіну й Барбарі не вдається обійти коди захисту для відміни вибуху, тому вони виводять корабель у відкритий космос. Елізабет, проявивши надзвичайні здібності, зупиняє програму самознищення. Однак Діані вдається вислизнути з корабля на космічному шатлі.

### Телесерії 1984–1985
Одразу після втечі Діани Донован на іншому шатлі переслідує і збиває човник Діани над Землею та бере її у полон.
Минає рік. Має відбутися суд над Діаною, проте вона знову тікає й направляється до станції вивчення космосу, де встигає послати сингал про допомогу візитерам, які забирають її на шатлі прямо з-під носа у Донована і Тайлера. Діана прибуває на головний корабель величезного флоту прибульців, який сховався за Місяцем, і перебирає командування на себе. Так як червоний пил не подіяв на Діану, вона віддає наказ атакувати Землю. Розпочинається повномасштабний збройний конфлікт між прибульцями і землянами. У північних і південних широтах візитери зазнають поразки через дію червоних бактерій, тоді як у середніх широтах загалом перемагають, бо пил там уже розвіявся. Керівник компанії, що виробляє червоні бактерії, Бейтс, стає фактичним лідером Лос-Анджелеса і загрожує Діані випустити весь червоний пил по Землі. Діана погоджується, щоб Лос-Анджелес оголосили відкритим нейтральним містом. У розмові з Бейтсом Джуллі розуміє, що не можна далі поширювати червоні бактерії, так як у значній дозі вони призведуть до вимирання тваринного світу Землі. Діана прагне захопити Елізабет, котру вважає ключем до перемоги, але і без того на людей чекає чимало випробувань у боротьбі з прибульцями.

## Основні дійові особи
- Діана (Джейн Бедлер): Діана — формально заступник Джона, який є командувачем групи кораблів візитерів, проте саме вона має фактичну владу на флоті, адже вступала в інтимні зв'язки з Лідером раси прибульців. Владна, самовпевнена, жорстоко розправляється з конкурентами й не зупиняється ні перед чим для досягнення своєї мети.
- Майкл Донован (Марк Сінгер): Телевізійний оператор, який викрив сутність і цілі візитерів та став учасником Руху Опору. Постійно прагне повернути з полону «обробленого» Діаною сина на ім'я Шон.
- Джульєт Перріш (Фей Грант): Учена, що стала на чолі Руху Опору. Незважаючи на полон і «обробку» Діаною, не зламалася й продовжила активну діяльність у операціях повстанців.
- Елізабет (Дженіфер Кук): Донька Робін Максвелл і злого прибульця Брайана. Виглядає як людина, але росте швидкими темпами. Бере участь в Опорі. Маючи надприродні таланти, часто допомагає своїм друзям. У телесеріях 1984–1985 уже стає дорослою дівчиною. Кохає Кайла Бейтса.
- Робін Максвелл (Блейр Тефкін): Дочка відомого вченого Роберта Максвелла. Спочатку прихильно ставилася до інопланетян, навіть коли сім'я переховувалася від переслідувань. Закохалася у Брайана, завагітніла від нього та народила гібридну дитину Елізабет. Згодом сама отруїла Брайана газом із червоними бактеріями, коли той був у полоні повстанців.
- Роберт Максвелл (Майкл Даррелл): Учений, який після початку переслідувань науковців, заховався з родиною у Абрахама Берштейна, а потім долучився до Руху Опору. Героїчно загинув, протаранивши літаючою тарілкою корабель прибульців з потужною зброєю, яка мала розщепити на атоми Лос-Анджелес із заводом по виробництву червоного пилу та 100-мильну територію навколо.
- Хем Тайлер (Майкл Айронсайд): Колишній агент, став одним із лідерів спротиву. Знається на зброї і веденні війни.
- Джон (Річард Херд): Офіційний головнокомандувач флоту візитерів, часто виступає на телебаченні. Не має реальної влади, у цілому лояльний до Діани, проте загинув від її рук через нехіть знищити Землю атомним вибухом.
- Стівен (Ендрю Прайн): Головний з питань безпеки візитерів, був у натягнутих стосунках з Діаною. Загинув під час атаки повстанців на посольство інопланетян.
- Мартін (Френк Ешмор): Радник Діани, таємний учасник П'ятої колони. Суттєво допомагає Опору, але помирає після під час невдалої спроби запобігти втечі Діани.
- Віллі (Роберт Інглунд): Добрий візитер, який має проблеми з вивченням англійської. Заприятелював з земною жінкою Гармоні. Був узятий у полон повстанцями, з часом став їхнім другом.
- Деніель Берштейн (Девід Пакер): Зрадник, здав візитерам своїх родичів і сім'ю науковців, яку ті прихистили у себе. Служив у загоні Брайана. Принижував і навіть вбивав противників візитерів. Повстанці, які викрали Брайана, підставили таким чином Деніеля, за що його візитери запроторили до в'язниці з тортурами.
- Кайл Бейтс (Джефф Йеґер): Син лос-анджелеського магната, компанія якого виробляє червоний пил і займається дослідженням прибульців. Став на сторону учасників супротиву і закохався в Елізабет.

## Символізм

Емблема прибульців

Під впливом роману Сінклера Льюїса «It Can't Happen Here» (Це не може статися тут) про фашизм у США, Кеннет Джонсон у 1982 написав сценарій під заголовком «Storm Warning» (Штормове попередження), який був представлений для розгляду NBC. Проте канал відхилив цей варіант, стверджуючи, що він був затяжкий для сприйняття пересічними американцями. Щоб висвітлити історію цікавішою, американські фашисти були перероблені в інопланетян, які прагнуть підкорити людство. Прем'єра мінісеріалу «V» за новим сюжетом відбулася 1 травня 1983 року.

Історія стала алегорією на нацизм, починаючи від подібної до свастики емблеми візитерів та їх уніформи і закінчуючи агітаційними плакатами. У мінісеріях згадується про допоміжний юнацький рух «Друзі прибульців», що є аналогом гітлерівських молодіжних рухів, а телетрансляції візитерів імітують пропаганду в еру нацизму. Взаємодія візитерів з людьми вкрай схожа на часи Другої світової війни, коли деякі громадяни ставали на шлях співпраці з ворогом, а інші приєднувалися до підпілля. Тоді як нацисти переслідували в основному євреїв, візитери зосереджуються на вчених і їх сім'ях.
Деякі герої прямо проводять аналогію візитерів із фашистами, зокрема Абрахам Берштейн, який пережив Голокост, часто коментує події, що повторюються знову.